# 東陽バス泡瀬営業所

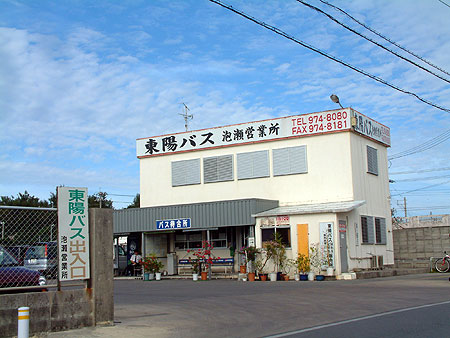
泡瀬営業所

東陽バス泡瀬営業所（とうようバスあわせえいぎょうしょ）は、沖縄県うるま市字前原にある東陽バスのバス営業所である。東陽バスの最北端の営業所である。
沖縄市の地名である「泡瀬」が冠されているが、正確な所在地はうるま市の「前原」である。これは以前は「泡瀬」に営業所が設置されていた名残である。当時の営業所は、現在の泡瀬二区バス停付近に位置し、後に現在地に移転している。

## 概要
所在地
- 沖縄県うるま市字前原徳森原386-2

管轄系統数
- 4系統
  - その他、沖縄市循環バスの中部・東部ルートも受託運行している。

## 経緯
- 2004年2月1日 57番・美東線、92番・東南植物楽園線が廃止。
- 2004年2月2日 60番・泡瀬循環線、96番・沖縄東中学校線の運行開始。
- 2005年3月31日 59番・新垣線が廃止。
- 2005年4月4日 58番・馬天琉大泡瀬線の運行開始。
- 2005年5月16日 30番・泡瀬東線の乗り入れ開始。
- 2013年12月24日 30番の牧志経由を美栄橋経由に経路変更
- 2014年3月31日 96番が廃止。
- 2014年9月1日 60番が廃止。
- 2015年4月1日 58番が廃止。
- 2015年12月28日 60番・泡瀬イオンモールライカム線の運行開始。
- 2016年4月1日 30番の知花経由が廃止。
- 2016年10月3日 実証実験として331番・急行バス（久茂地経由）の運行を開始。
- 2019年10月1日 基幹急行バスとして331番の本格運行を開始。
- 2023年9月11日 60番・泡瀬イオンモールライカム線が廃止。

## 構造
- 事務所、待合室を兼用した営業所の建物が立地している。バスターミナルとは違い乗降口が設置されているわけではなく、駐車場のようにバスが駐停車できるようになっているだけである。

## 周辺
- イオン具志川ショッピングセンター

## 発着路線
| 番号 | 路線                   | 主な経由地 | 行先               |
| ---- | ---------------------- | --- | ------------------ |
| 30   | 泡瀬東線               | 美里高校・コザ・高原・西原・与那原・国場・美栄橋 | 那覇バスターミナル |
| 31   | 泡瀬西線               | 高原・コザ・胡屋・普天間・伊佐・安謝・開南 | 那覇バスターミナル |
| 331  | 急行バス（久茂地経由） | 高原・コザ （ここまで各バス停に停車、以降は下記の停留所のみ停車） 胡屋・中の町・山里・比嘉西原・普天間・伊佐・宇地泊・SCSK沖縄センター前・上之屋・泊高橋・沖縄タイムス前・県庁北口 | 那覇バスターミナル |

## 管轄路線

### 現行路線
- 30番・泡瀬東線
- 31番・泡瀬西線
- 331番・急行バス（久茂地経由）
- 沖縄市循環バス
  - 中部ルート
  - 東部ルート

### 廃止された路線
- 57番・美東線
- 58番・県総合運動公園線
- 58番・馬天琉大泡瀬線
- 59番・新垣線
- 60番・泡瀬循環線
- 60番・泡瀬イオンモールライカム線
- 92番・東南植物楽園線
- 96番・沖縄東中学校線

## 隣のバス停
31番・331番
泡瀬営業所 - 泡瀬二区
30番
泡瀬営業所 - ジャスコ具志川入口
座標: 北緯26度20分16.8秒 東経127度50分32.5秒 / 北緯26.338000度 東経127.842361度